# Erik Ziengs
Erik Ziengs (Hoogersmilde, 27 september 1960) is een Nederlands voormalig politicus. Namens de Volkspartij voor Vrijheid en Democratie (VVD) was hij van 17 juni 2010 tot 31 maart 2021 lid van de Tweede Kamer der Staten-Generaal.

## Politieke carrière
Ziengs ging naar de mavo, havo en de middelbare hotelschool. Hij was eigenaar van een groothandel in reclame- en sportartikelen. Hij was zes jaar voorzitter van de VVD-Kamercentrale in Drenthe en daarvoor voorzitter van de VVD-afdeling Assen.
Ziengs hield zich als Kamerlid vooral bezig met het midden- en kleinbedrijf, toerisme, ondernemerschap en vermindering van de administratieve lastendruk. Daarnaast was hij bestuurslid (secretaris) van Plateau Openbaar Onderwijs Assen (bestuurscommissie basisonderwijs) en lid van de raad van commissarissen van Sport Drenthe. Vanaf februari 2011 was hij gekozen in het dagelijks bestuur van Internationaal Perscentrum Nieuwspoort. Na het aflopen van zijn lidmaatschap van het dagelijks bestuur is Ziengs verkozen tot lid van de raad van toezicht van Nieuwspoort
Vanaf 2017 was hij voorzitter van de vaste commissie voor Binnenlandse Zaken. Eind 2020 kondigde Ziengs aan dat hij na de verkiezingen van 2021 niet in de Tweede Kamer terug zou keren als Kamerlid voor de VVD. Op 30 maart 2021 nam hij afscheid van de Tweede Kamer. Hij werd bij die gelegenheid benoemd tot ridder in de Orde van Oranje Nassau.
Eind 2023 volgde Ziengs Hans Biesheuvel op als voorzitter van Ondernemend Nederland (ONL). Vanaf 2024 was hij voorzitter van binnenstadsvereniging 'Vaart in Assen'.

## Acteur
Als tiener speelde Ziengs de rol van Sicco in de televisieserie Bartje (1972) naar het gelijknamige boek van Anne de Vries. Zijn broer Berthold Ziengs speelde Berendje in dezelfde serie.

## Incidenten
Ziengs kwam in 2010 in het nieuws, naar aanleiding van het feit dat enkele jaren eerder zijn overbuurman van diens motor had getrokken omdat deze over zijn grond zou zijn gereden. De zaak werd met justitie geschikt en Ziengs kon blijven functioneren als VVD-Kamerlid.
- Parlement.com: viem19g2vtyw